# Gerhard Wegener
Gerhard „Gerd“ Wegener (* 2. Februar 1870 in Bremen; † 22. Mai 1917 in Bremen) war ein deutscher Maurer und Politiker (SPD).

## Biografie
Gerhard Wegener besuchte die Volksschule und absolvierte eine Maurerlehre. Er war danach als Maurer und Stuckateur tätig, wurde 1906 Maurermeister und war ab 1907 bis zu seinem Tode Gastwirt in Bremen.

### Politik
Wegener war Mitglied in der SPD. Von 1899 bis 1905 war er in der 11. bis 12. Legislaturperiode Abgeordneter der Bremischen Bürgerschaft. Er kandidierte 1908 und 1911 erneut aber erfolglos für die Bürgerschaft.